# Washington Bullets 1989-1990
La stagione 1989-90 dei Washington Bullets fu la 29ª nella NBA per la franchigia.
I Washington Bullets arrivarono quarti nella Atlantic Division della Eastern Conference con un record di 31-51, non qualificandosi per i play-off.

## Roster
| N° | Naz.                   | Ruolo | Sportivo       | Anno | Alt. | Peso |
| -- | ---------------------- | ----- | -------------- | ---- | ---- | ---- |
| 5  | Stati Uniti (bandiera) | G     | Darrell Walker | 1961 | 193  | 82   |
| 12 | Stati Uniti (bandiera) | A     | Tom Hammonds   | 1967 | 206  | 98   |
| 13 | Stati Uniti (bandiera) | C     | Doug Roth      | 1967 | 211  | 116  |
| 20 | Stati Uniti (bandiera) | G     | Steve Colter   | 1962 | 191  | 75   |
| 21 | Stati Uniti (bandiera) | GA    | Ledell Eackles | 1966 | 196  | 100  |
| 23 | Stati Uniti (bandiera) | AC    | Charles Jones  | 1957 | 206  | 98   |
| 24 | Stati Uniti (bandiera) | G     | Jeff Malone    | 1961 | 193  | 93   |
| 30 | Stati Uniti (bandiera) | A     | Bernard King   | 1956 | 201  | 93   |
| 31 | Stati Uniti (bandiera) | A     | Mark Alarie    | 1963 | 203  | 98   |
| 32 | Stati Uniti (bandiera) | A     | Ed Horton      | 1967 | 203  | 104  |
| 34 | Stati Uniti (bandiera) | AC    | John Williams  | 1966 | 203  | 107  |
| 44 | Stati Uniti (bandiera) | A     | Harvey Grant   | 1965 | 203  | 88   |
| 50 | Stati Uniti (bandiera) | C     | Mel Turpin     | 1960 | 211  | 109  |

## Staff tecnico
- Allenatore: Wes Unseld
- Vice-allenatori: Bill Blair, Jeff Bzdelik